# Mount Hagen
Mount Hagen este al treilea oraș ca mărime din Papua Noua Guinee, cu o populație de 46.250 de locuitori. Este capitala provinciei Western Highlands și este situată în marea vale fertilă Wahgi din partea centrală a țării, la o altitudine de 1.677 m.
Highlands Highway este principala arteră rutieră care leagă Mount Hagen de orașele de coastă Lae și Madang.
Orașul poartă numele vechiului vulcan erodat Mount Hagen, situat la aproximativ 24 de kilometri spre nord-vest. Vulcanul a fost numit după ofițerul colonial german Curt von Hagen (1859-1897).

## Istorie

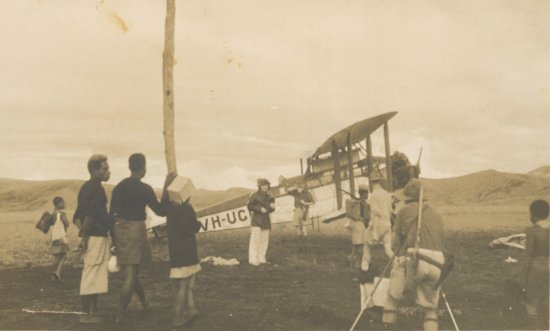
Avionul Canberra, înainte de expediția din 1933 spre Mount Hagen

În 1933, Mick Leahy, fratele lui, Dan Leahy și ofițerul guvernamental Jim Taylor au efectuat o recunoaștere aeriană a zonelor muntoase și au descoperit uriașa și puternic populata Wahgi Valley. La scurt timp după această recunoaștere, au intrat cu o patrulă bine aprovizionată și au devenit primii occidentali care au intrat în contact cu triburile care se aflau în acest loc. Prima patrulă a construit o pistă de aterizare la Kelua, la mică distanță de Mount Hagen de azi. Din 1934, pe un loc unde s-a format viitorul oraș a fost amplasată o nouă pista de aterizare, „Aerodromul Mogei” sau „Aerodromul Mogai”. Primul zbor a sosit aici pe 1 aprilie 1934, pilotat de Bob Gurney, prima poștă aeriană plecând a doua zi. Mai târziu, această pista de aterizare urma să devină strada principală care trecea pe lângă orașul chinezesc, iar pista de aterizare (actuală) a fost mutată la 15 minute în afara orașului.

## Cultura
În fiecare an, Mount Hagen găzduiește Spectacolul Cultural Mount Hagen, unul dintre cele mai mari evenimente culturale din Papua Noua Guinee. Diverse grupuri de dans regionale, provinciale, chiar și naționale tribale se adună pentru a-și celebra moștenirea culturală sub formă de cântece. Este, de asemenea, una dintre cele mai mari atracții turistice ale țării. Este aproape de districtul Baiyer, care găzduiește cea mai mare colecție de păsări și animale sălbatice din Papua Noua Guinee, Sanctuarul râului Baiyer. Localnicii nu recomandă vizitarea sanctuarului, deoarece drumul prin districtul Baiyer este predispus la multe jafuri pe autostradă.
Cultura și credințele tradiționale rămân puternice în Mount Hagen și împrejurimile sale. În 2009 și din nou în 2013, femeile locale au fost arse de vii după ce au fost acuzate de vrăjitorie. Gândirea recentă leagă apariția unor astfel de acuzații cu rezultatele slabe ale dezvoltării în Papua Noua Guinee și erodarea capitalului social prin frică și neîncredere.

## Transport
Aeroportul Mount Hagen este situat la Kagamuga, un oraș satelit, la 15 minute de mers cu mașina de centrul Mount Hagen. Este un aeroport internațional, deși zborurile spre și dinspre acesta nu sunt întotdeauna disponibile publicului. Altitudinea aeroportului este de 1.635 metri deasupra nivelului mării. În prezent, Hevilift operează un serviciu charter folosind avioane ATR 42 și Twin Otter din Cairns, Queensland, pentru lucrătorii minelor de la mina de aur Porgera din provincia Enga. Asia Pacific Airlines zboară, de asemenea, regulat cu Dash 8 către Tabubil, centrul lor, pentru a deservi mina Ok Tedi. Air Niugini deservește și Mount Hagen, cu servicii obișnuite utilizând Fokker 100 și Dash 8 către destinații precum Port Moresby, Moro și Cairns. PNG Air operează, de asemenea, servicii regulate către și de la Mount Hagen către Port Moresby, Tabubil, Kiunga și Wewak. În apropierea aeroportului se află Airport Hotel.
Din când în când, combinația de altitudine, temperaturile amiezii și lungimea pistei limitează greutățile la decolare pentru zborurile interne dinspre Mount Hagen.
Mount Hagen este legat prin Highlands Highway cu orașul Lae și cu alte capitale de provincie, cum ar fi Madang, Goroka, Wabag, Mendi și Kundiawa. Drumul dintre Mount Hagen și toate aceste centre este teoretic sigur, deși alunecările de teren frecvente și deteriorarea generală pot duce la accidentarea unor părți ale drumului.
Se poate călători de la Mount Hagen de-a lungul Highlands Highway utilizând autobuzele populare PMV care funcționează ca taxiuri sau se poate închiria o mașină de la numeroasele companii de închiriere de mașini din Mount Hagen. Din cauza condițiilor dificile ale drumului din Highlands Highway, este recomandabil să se folosească mașini cu tracțiune integrală.

## Orașe înfrățite
| Orange, Australia din 1985 |